# FIFA World Cup (serijal videoigara)
FIFA World Cup serijal je FIFA-inih nogometnih videoigara. Radi se o službenim igrama FIFA-inih svjetskih nogometnih prvenstava te one imaju licencije FIFA-e. Serijal postoji od 1986. godine, kad je izašla prva igra, World Cup Carnival. Igre iz serijala je do 1997. proizvodila tvrtka U.S. Gold, dok ju nije kupio Electronic Arts.

## Sve igre u FIFA World Cup serijalu
| Ime                  | Godina | Natjecanje                                                   |
| -------------------- | ------ | ------------------------------------------------------------ |
| World Cup Carnival   | 1986.  | Svjetsko prvenstvo u nogometu – Meksiko 1986.                |
| World Cup Italia '90 | 1990.  | Svjetsko prvenstvo u nogometu – Italija 1990.                |
| World Cup USA '94    | 1990.  | Svjetsko prvenstvo u nogometu – SAD 1994.                    |
| World Cup '98        | 1994.  | Svjetsko prvenstvo u nogometu – Francuska 1998.              |
| 2002 FIFA World Cup  | 2002.  | Svjetsko prvenstvo u nogometu – Južna Koreja i Japan 2002.   |
| 2006 FIFA World Cup  | 2006.  | Svjetsko prvenstvo u nogometu – Njemačka 2006.               |
| 2010 FIFA World Cup  | 2010.  | Svjetsko prvenstvo u nogometu – Južnoafrička Republika 2010. |

### World Cup Carnival
Igra World Cup Carnival, koju je proizvela tvrtka U.S. Gold, imala je vjerojatno najgori početak koji serijal videoigara može imati. Dok je licenca dobivena brzo, unutarnji problemi pokvarili su razvoj projekta koji se nije mogao završiti blizu komercijalno iskoristivih datuma. Kako se približavalo Svjetsko nogometno prvenstvo u Meksiku '86., U.S. Gold je odlučio uzeti prava na prijašnju igru World Cup Football proizvođača Artica, te njene licence primijeniti na World Cup Carnival i izbaciti je na tržište kao potpuno novu igru. Doduše, ovaj je zadnji pokušaj primljen s cinizmom u industriji videoigara: gameri i kritičari komentirali su da je igra "manje od očekivanog", najviše zbog licencija. Izašla je za platforme Commodore 64, ZX Spectrum i Amstrad CPC.

### World Cup Italia '90
Postoje tri igre koje u imenu sadrže SP 1990.; sve su imale pravo prikazati službeni logo natjecanja, kao i Ciaoa, službenu maskotu prvenstva. Prvu igru, podosta unaprijeđenu u odnosu na World Cup Carnival, proizveo je U.S. Gold. Igra je imala nekoliko sličnosti s igrom Tehkan World Cup, a imala je i sve momčadi koje su nastupile na Svjetskom prvenstvu. Izašla je za platforme Atari ST, ZX Spectrum, Amstrad CPC, Commodore 64 i Amiga.
Drugu je igru proizvela tvrtka Sega. Igra je imala nekoliko sličnosti s U.S. Goldovom igrom, s realističnijim prikazom kornera i gola. Bazirana je na nogometašima koji su nastupali na SP-u u Meksiku '86., s nekoliko promjena te s mogućnošću zamjena igrača; također, svaki igrač ima svoje zasebne ocjene. Kasnije je igra preimenovana u World Championship Soccer te se nastavila proizvoditi i nakon završetka Svjetskog prvenstva. Postoji i verzija igre za konzolu Sega Master System sa službenim momčadima i kalendarom natjecanja sa svim utakmicama.
Treću i zadnju igra o SP-u u Italiji '90. proizveo je mađarski Novotrade, a izdavač je bio Virgin Interactive. Za razliku od prve dvije igre, World Trophy Soccer bila je više arkadna nego "ozbiljna" sportska igra: momčadi u igri imale su samo po sedam igrača, igralo se samo prvo poluvrijeme, a radilo se o doigravanju s tri igrača koji su morali pobijediti sve protivnike. Igrači su se mogli birati iz samo četiri momčadi: Belgije, Italije, Španjolske i Engleske.

### World Cup USA '94
World Cup USA '94 je bila zadnja SP igra koju je proizveo U.S. Gold. Princip igre bio je sličan prijašnjim naslovima, ali je bila unaprjeđenija. Izašla je za najaktualnije platforme tadašnjice: DOS, Amigu, Sega Mega Drive/Genesis, Mega CD, Master System, Super Nintendo, te ručne: Game Boy i Game Gear. Verzija za Sega Mega-CD uključivala je i glazbeni CD s dvije pjesme, Scorpionsa i FMV-a te 3D prikaz stadiona s natjecanja.

### World Cup '98
Po prvi put u nogometnim igrama, pojavili su se pravi dresovi svake reprezentacije sa sponzorima i znakovima. Igra World Cup '98 je nadogradnja igri FIFA 98: Road to World Cup (FIFA 98), nadograđena su svojstva za igru, kao strategija, taktika formacija, pozicije igrača, itd. Kao i na igri FIFA 98 iz FIFA serijal, naslovna je pjesma "Tubthumping", sastava Chumbawamba. Komentator u igri proslavljeni je engleski nogometaš Gary Lineker. Mogućnost World Cup classic također je zanimljiva: radi se o crno-bijeloj grafici igranja, koju komentira Kenneth Wolstenholme, što stvara ugođaj gledanja starih utakmica Svjetskih prvenstava. Momčadi koje su se nalazile na igri bile su, naravno, one koje su nastupale na Svjetskom prvenstvu u Francuskoj '98., uz dodatak nekoliko poznatih reprezentacija koje nisu izborile SP. Igra je izašla za platforme: Windows, PS1, Nintendo 64 i Game Boy Color.

### 2002 FIFA World Cup
Za igru 2002 FIFA World Cup, koristilo se spajanje grafičkog enginea FIFA-e 2002 i FIFA-e 2003. Uvelike su poboljšani slobodni udarci, omogućeno je zakrivljeno pucanje ("felšanje") lopte, a poboljšani su i suci te njihova realističnost. Igra sadrži realistične dresove nogometnih reprezentacija, kao i lica nogometaša, te stadione Svjetskog prvenstva 2002. Za razliku od prijašnjih igara FIFA serijala, 2002 FIFA World Cup je imala originalne pjesme korištene na SP-u, izvođača Vancouver Symphony Orchestra (Simfonijski orkestar Vancouvera).

Igra je izašla za sljedeće platforme: Microsoft Windows, PlayStation, PlayStation 2, Nintendo GameCube i Xbox.

### 2006 FIFA World Cup
EA Sports je 2006 FIFA World Cup izbacio na tržište tijekom zadnja dva tjedna travnja 2006. godine. Igra nije uključivala samo reprezentacije koje su nastupale na Svjetskom prvenstvu u Njemačkoj 2006., nego sve one koje su pristupile kvalifikacijama, 127 reprezentacija. Sadržavala je mogućnost kreiranja igrača te manja poboljšanja u odnosu na FIFA-u 06. Mogućnost Global Challenge ("Globalni izazov") uključuje 40 izazova sadržaja starih utakmica FIFA Svjetskih prvenstava. Mogućnost izvođenja jedanaesteraca također je mnogo realističnija nego prije. Izašla je za sljedeće platforme: Game Boy Advance, Nintendo GameCube, Nintendo DS, Xbox, PlayStation, Microsoft Windows, PlayStation 2, Xbox 360, mobitel, PlayStation Portable.

### 2010 FIFA World Cup
2010 FIFA World Cup South Africa je sedma igra serijala, četvrta Electronic Artsova, te službena videoigra Svjetskog prvenstva 2010. Proizvođača su ovaj put bila dva, EA Canada za PlayStation 3, Xbox 360 i, iOS verzije te HB Studios za Wii i PSP verzije igre. Igra je izašla 27. travnja u SAD-u, dok je u ostatak svijeta puštena 30. travnja 2010. Proizvedena je za platforme PlayStation 3, Xbox 360, Wii, PlayStation Portable i iOS. Najavljeno je da je igra malo razvijenija od FIFA-e 10, s novim realističnim svojstvima igrača: dodan je pojačan umor igrača na većim nadmorskim visinama, zatim instikt i refleks u jedanaestercima, te ozljede izvan reprezentativnih utakmica. Vraćene su opcije "Captain Your Country" i "Scenario". Dostupno je 199 od 204 ekipa iz kvalifikacija za Svjetsko prvenstvo u igri. Dostupno je svih 10 službenih stadiona Svjetskog prvenstva, te nekoliko izmišljenih stadiona.